# Kielder Water
Kielder Water – zbiornik retencyjny w północnej Anglii, w hrabstwie Northumberland, największe pod względem objętości sztuczne jezioro Wielkiej Brytanii i północnej Europy. Powstało przez przegrodzenie zaporą wodną Kielder doliny rzeki North Tyne ok. 1 km powyżej miejscowości Falstone. Jezioro otoczone jest przez las Kielder Forest.

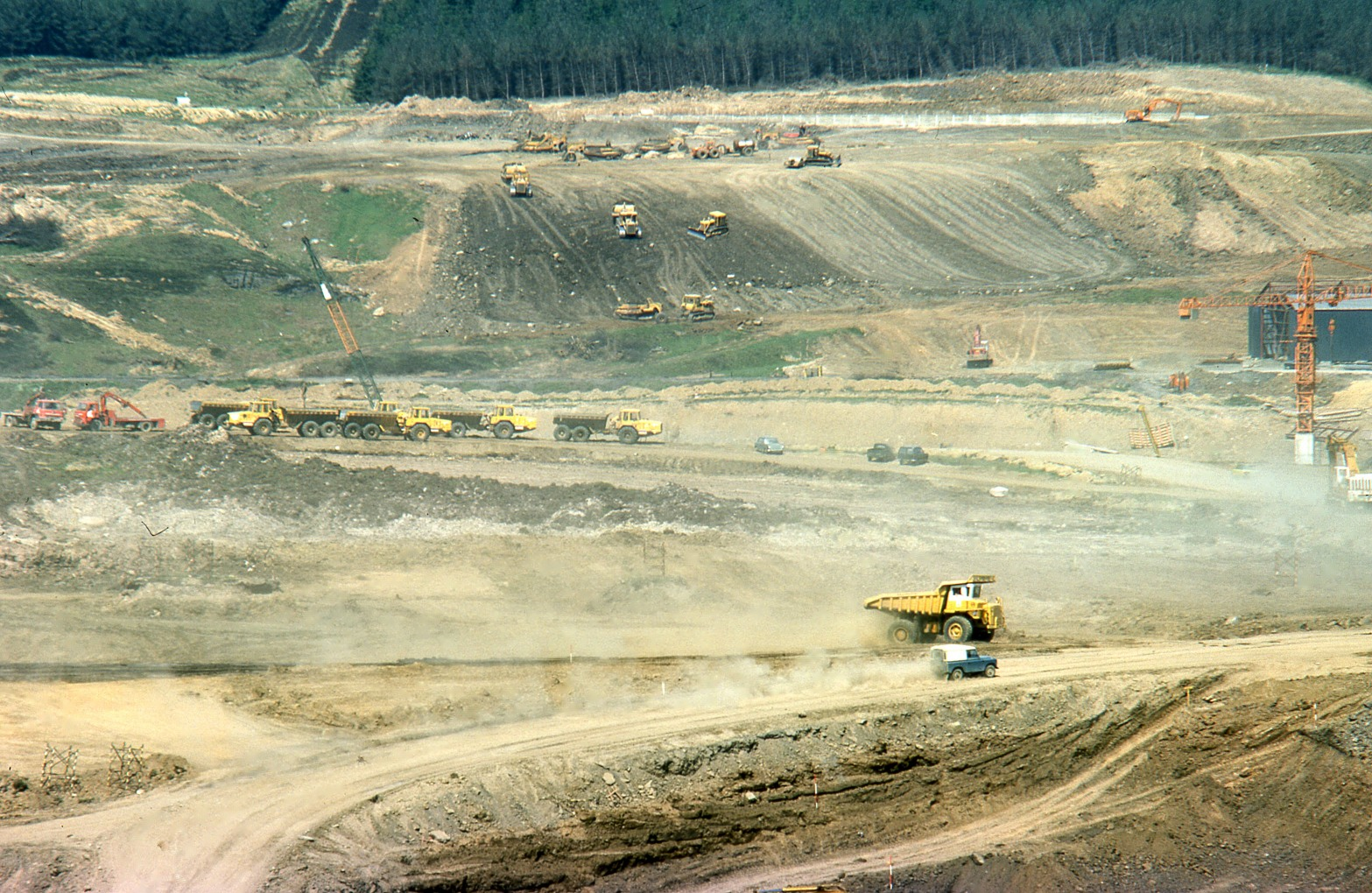
Budowa zbiornika Kielder Water

Plany budowy zbiornika Kielder Water pojawiły się pod koniec lat 60. XX wieku i wynikały z potrzeby zaspokojenia spodziewanego wzrostu zapotrzebowania rozwijającego się brytyjskiego przemysłu na wodę. Jezioro wraz z zaporą wodną Kielder Dam zostało utworzone w latach 1976-1982. Budową zajmowały się przedsiębiorstwa AMEC i Balfour Beatty.
W momencie ukończenia budowy znaczna część przemysłu, na którego potrzeby budowany był zbiornik, nie funkcjonowała. Obecnie Kielder Water wykorzystywane jest jako źródło wody pitnej oraz atrakcja turystyczna. Dodatkowo, na jeziorze znajduje się największa elektrownia wodna w Wielkiej Brytanii.